# Canción de la golondrina de Rodas

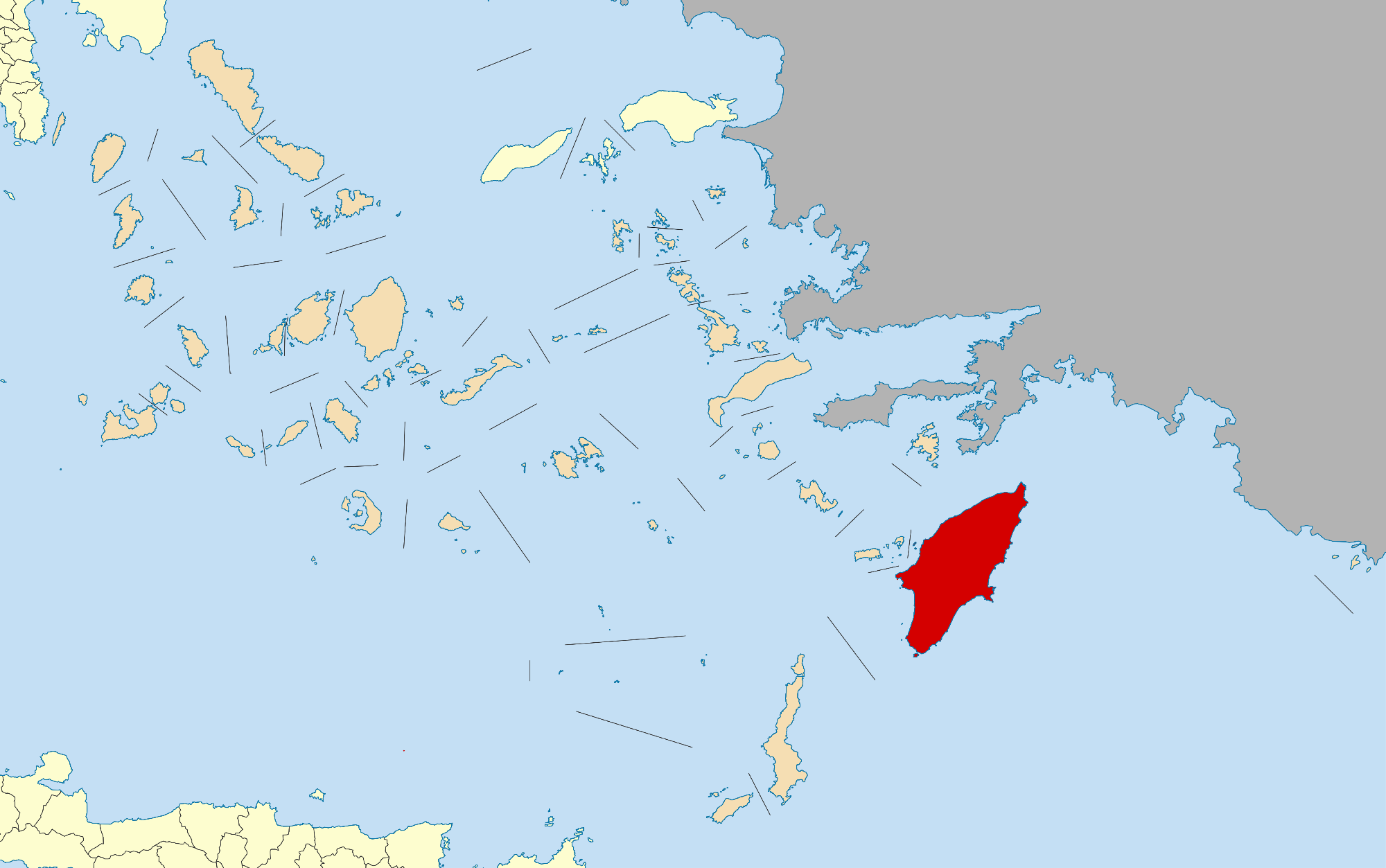
Μapa de la ubicación de la isla griega de Rodas

La "Canción de la golondrina de Rodas" es una famosa canción de la Antigua Grecia. Era una tradición similar a la moderna halloween (dulce o truco), durante el mes de boedromión: los niños de la isla de Rodas salían disfrazados a pedir de puerta en puerta, cantando la canción. Esta canción se preserva gracias al escritor griego antiguo, Ateneo de Náucratis, en su libro El banquete de los eruditos ("deipnosofistas"). En el calendario ático, el mes de boedromión tenía lugar en otoño, normalmente a mediados de septiembre, y finalizaba a mediados de octubre. En el calendario rodio (también llamado calendario helénico) tenía lugar en la primavera más temprana. La tradición fue iniciada por el legislador rodio Cleóbulo.
La melodía de la canción no ha sobrevivido, ni sus notaciones musicales, pero sí las letras. El texto de la canción en griego antiguo es:
| Texto griego original "ἦλθ' ἦλθε χελιδὼν καλὰς ὥρας ἄγουσα, καλοὺς ἐνιαυτούς, ἐπὶ γαστέρα λευκά, ἐπὶ νῶτα μέλαινα. παλάθαν σὺ προκύκλει ἐκ πίονος οἴκου οἴνου τε δέπαστρον τυροῦ τε κάνυστρον· καὶ πύρνα χελιδὼν καὶ τὰν λεκιθίταν οὐκ ἀπωθεῖται· πότερ' ἀπίωμες ἢ λαβώμεθα; εἰ μέν τι δώσεις· εἰ δὲ μή, οὐκ ἐάσομες· ἢ τὰν θύραν φέρωμες ἢ τὸ ὑπέρθυρον ἢ τὰν γυναῖκα τὰν ἔσω καθημέναν· μικρὰ μέν ἐστι, ῥαιδίως νιν οἴσομες. ἂν δὴ φέρηις τι, μέγα δή τι φέροις· ἄνοιγ' ἄνοιγε τὰν θύραν χελιδόνι· οὐ γὰρ γέροντές ἐσμεν, ἀλλὰ παιδία." | Traducción "Llegó, llegó la golondrina, Con lindas estaciones, Con el bello año, Es blanco por debajo, Y negro de atrás. Tú haces el pastel de frutas, Fuera de la rica morada, Una taza de vino, Una cesta de queso: Ni pan de trigo a la golondrina, No rechazamos el pan . Ahora tenemos que irnos? O algo más recibiremos? Entonces dánoslo, o no nos contentaremos, Tomaremos la puerta o el dintel, O la mujer, ella quién está sentada fuera, Es pequeña, fácil de mover; Si traes, trae algo grande: Ahora abre, abre la puerta a las golondrinas , No somos hombres viejos, solo niños." |